# Agrohemija
Agrohemija ili poljoprivredna hemija je studija hemije i biohemije koja je značajna za poljoprivrednu produkciju, preradu sirovih produkata u hranu i pića, i u praćenju i remedijaciji životne sredine. Te studije naglašavaju odnose između biljki, životinja i bakterija i njihovog životnog okruženja. Agrohemija je nauka o hemijskim kompozicijama i promenama do kojih dolazi tokom prerade, zaštite, i korišćenja useva i stoke. Kao osnovna nauka, ona obuhvata, osim eksperimentalne hemije, sve životne procese putem kojih ljudi dobijaju hranu i vlakna za sebe i hranu za životinje. Kao primenjena nauka ili tehnologija, ona ima fokus na kontroli tih procesa radi povećanja prinosa, poboljšanja kvaliteta, i redukcije troškova. Jedna vašna grana poljoprivredne hemije je hemurgija, koja se prevashodno bavi upotrebom poljoprivrednih proizvoda kao hemijskih sirovina.

## Nauka
Ciljevi poljoprivredne hemije su poboljšanje razumevanja uzroka i efekata biohemijskih reakcija vezanih za rast biljaka i životinja, da bi se otkrile mogućnosti za kontrolu tih reakcija, i da bi se razvili hemijski proizvodi koji će pružiti željenu pomoć ili omogućiti kontrolu. Svaka naučna disciplina koja doprinosi poljoprivrednim procesima zavisi na neki način od hemije. Stoga agrohemija nije zasebna disciplina, već zajednička nit koja povezuje genetiku, fiziologiju, mikrobiologiju, entomologiju, i brojne druge nauke koje utiču na poljoprivredu.
Hemijski materijali koji su reazvijeni kao pomoćna sredstva u proizvodnji hrane, stočne hrane i vlakana obuhvataju brojne herbicide, insekticide, fungicide, i druge pesticide, regulatore biljnog rasta, veštačka đubriva, i suplemente životinjske hrane. Glavni među tim grupama sa komercijalne tačke gledišta su veštačka đubriva, sintetički pesticidi (uključujući herbicide), i suplementi stočne hrane. Ova zadnja klasa obuhvata prehrambene aditive (na primer, dijetetske minerale) i medicinska jedinjenja za prevenciju ili kontrolu bolesti.
Poljoprivredna hemija često ima za cilj prezervaciju ili povećanje plodnosti zemljišta, održavanje i poboljšanje poljoprivrednog prinosa, i poboljšanje kvaliteta useva.
Kad se poljoprivreda razmatara u kontekstu ekologije akcenat se stavlja na održivost. Moderna poljoprivredna industrija je stekla reputaciju delatonosti koja zarad maksimiziranja profita krši održiva i ekološki prihvatljiva poljoprivredna načela. Eutrofikacija, prevalencija genetički modifikovanih useva i povećanje koncentracije hemikalija u prehrambenom lancu (e.g. postojani organski zagađivači) su samo neke od posledica naivne industrijske poljoprivrede.

## Prednosti i nedostaci
Ciljevi poljoprivredne hemije su da proširi razumevanje uzroka i efekata biohemijskih reakcija vezanih za rast biljaka i životinja, da se otkriju mogućnosti za kontrolu tih reakcija i da razviju hemijski proizvodi koji će pružiti željeni vid pomoći ili kontrole. Poljoprivredna hemija se stoga koristi za preradu sirovih proizvoda u hranu i piće, kao i za praćenje i sanaciju životne sredine. Takođe se koristi za pravljenje dodataka hrani za životinje, kao i lekovitih jedinjenja za prevenciju ili kontrolu bolesti. Kada se poljoprivreda razmatra sa ekologijom, razmatra se održivost operacije.
Međutim, savremena agrohemijska industrija je stekla reputaciju zbog maksimiziranja profita uz kršenje održivih i ekološki isplativih poljoprivrednih principa. Eutrofikacija, rasprostranjenost genetski modifikovanih useva i sve veća koncentracija hemikalija u lancu ishrane (npr. trajni organski zagađivači) su samo neke od posledica naivne industrijske poljoprivrede.

## Hemija zemljišta
Poljoprivredna hemija često ima za cilj očuvanje ili povećanje plodnosti zemljišta, održavanje ili poboljšanje poljoprivrednog prinosa i poboljšanje kvaliteta useva.
Otkriće Haber-Bošovog procesa dovelo je do povećanja proizvodnje useva u 20. veku. Ovaj proces uključuje pretvaranje gasa azota i vodonika u amonijak za upotrebu u đubrivu. Amonijak je neophodan za rast useva, jer je azot vitalan u ćelijskoj biomasi. Ovaj proces dramatično povećava stopu proizvodnje useva, tako da je u stanju da podrži rastuću ljudsku populaciju. Najčešći oblik izvora đubrenja azotom je urea, ali se takođe koriste amonijum sulfat, diamonijum fosfat i kalcijum amonijum fosfat.
Nedostatak Haber-Bosch procesa je njegova velika potrošnja energije.

## Pesticidi
Hemijski materijali razvijeni da pomognu u proizvodnji hrane, krmiva i vlakana uključuju herbicide, insekticide, fungicide i druge pesticide. Pesticidi su hemikalije koje igraju važnu ulogu u povećanju prinosa useva i ublažavanju gubitaka useva. Kao pesticidi se koriste razne hemikalije, uključujući 2,4-dihlorofenoksisirćetnu kiselinu (2,4-D), Aldrin/Dieldrin, atrazin i druge. Oni rade na tome da insekte i druge životinje drže dalje od useva kako bi im omogućili da neometano rastu, efikasno regulišući štetočine i bolesti. Nedostaci pesticida i herbicida uključuju kontaminaciju zemlje i vode. Oni takođe mogu biti toksični za neciljne vrste, uključujući ptice i ribe.

## Biljna biohemija
Biohemija biljaka je proučavanje hemijskih reakcija koje se dešavaju u biljkama. Naučnici koriste biljnu biohemiju da razumeju genetski sastav biljke kako bi otkrili koja DNK stvara koje karakteristike biljke. Inovacije u biljnoj biohemiji nastoje da povećaju otpornost biljaka i otkriju nove, efikasnije načine održavanja izvora hrane. Genetski modifikovani organizmi (GMO) su jedan od načina da se to postigne. GMO su biljke ili živa bića koja su naučnici izmenili na genomskom nivou kako bi poboljšali karakteristike organizama. Ove karakteristike uključuju obezbeđivanje novih vakcina za ljude, povećanje zaliha hranljivih materija i stvaranje jedinstvene plastike. GMO takođe mogu da rastu u klimatskim uslovima koji obično nisu pogodni za rast prvobitnog organizma. Primeri GMO uključuju duvan i tikvice otporne na viruse, paradajz sa odloženim sazrevanjem i soju otpornu na herbicide.

## Istorija
- Godine 1761, Johan Gotsčalk Valerijus objavljuje svoj pionirski rad, Agriculturae fundamenta chemica (Åkerbrukets chemiska grunder).[17]
- Godine 1815, Hamfri Dejvi objavljuje rad Elementi poljoprivrdne hemija[18]
- Godine 1842, Justus fon Libig objavljuje rad Životinjska hemija ili organska hemija u njenim aplikacijama u fiziologiji i patologiji.[19][20]
- Jons Jakob Berzelijus objavljuje [21]
- Žan-Baptist Busengo objavljuje Agronomie, chimie agricole, et physiologie (5 vols., 1860–1874; 2nd ed.) 1884.
- Godine 1868, Samjuel Vilijam Džonson objavljuje Kako usevi rastu.[22]
- Godine 1870, S. V. Džonson objavljuje Kako se usevi hrane: Rasprava o atmosferi i zemljištu vezana za ishranu poljoprivrednih biljaka.[23]
- Godine 1872, Karl Hajnrih Rithauzen objavljuje Proteinska tela u žitaricama, mahunarkama i lanenom semenu. Doprinosi fiziologiji semena za uzgoj, ishranu i stočnu hranu[24]

## Literatura
- Wendy B. Murphy, The Future World of Agriculture, Watts, 1984.
- Saltini, Antonio. Storia delle scienze agrarie. 4 vols, Bologna 1984-89. ISBN 978-88-206-2413-2..  978-88-206-2414-9.  978-88-206-2415-6.
- Brady, Nyle C., and Weil, Ray R. (2002). The Nature and Properties of Soils , 13th edition. Upper Saddle River, NJ: Prentice Hall.
- Diamond, Jared M. (1997). Guns, Germs, and Steel: The Fates of Human Societies. New York: Norton.
- Hillel, Daniel (1991). Out of the Earth: Civilization and the Life of the Soil. New York: Free Press.
- Suzuki, David, and Dressel, Holly (1999). From Naked Ape to Superspecies: A Personal Perspective on Humanity and the Global Eco-crisis. New York: Stoddart.
- Sylvia, David M.; Fuhrmann, Jeffry J.; Hartel, Peter G.; and Zuberer, David A., eds. (1998). Principles and Applications of Soil Microbiology. Upper Saddle River, NJ: Prentice Hall.
- Davis, Frederick Rowe (2019). „Pesticides and the perils of synecdoche in the history of science and environmental history.”. History of Science. 57 (4): 469—492..
- Davis, Frederick Rowe (2014). Banned: a history of pesticides and the science of toxicology. Yale UP.
- Matthews, Graham A (2018). A history of pesticides. CABI.
- S.Safe; H.Plugge; J.F.S.Crocker (1977). „Analysis of an aromatic solvent used in a forest spray program”. Chemosphere. 6 (10): 641—651. Bibcode:1977Chmsp...6..641S. doi:10.1016/0045-6535(77)90075-3.
- The Pesticide Manual: A World Compendium. British Crop Protection Council.|year=2012|isbn=978-1-901396-86-7
- Hamilton, Denis; Crossley, Stephen, ур. (14. 05. 2004). Pesticide Residues in Food and Drinking Water: Human Exposure and Risks. John Wiley & Sons. ISBN 978-0-470-09160-9.
- Den Hond, Frank; Groenewegen, Peter; Straalen, Nico van (2008-04-15). Pesticides: Problems, Improvements, Alternatives. John Wiley & Sons. ISBN 978-0-470-99544-0.
- Kegley, Susan E.; Wise, Laura J. (1998-01-01). Pesticides in Fruits and Vegetables. University Science Books. ISBN 978-0-935702-46-0.
- Larramendy, Marcelo L.; Soloneski, Sonia [Editors]: Pesticides: Toxic Aspects. 2014. ISBN 978-953-511-217-4. InTech.  [Open Access Download available]
- Levine, Marvin J. (01. 01. 2007). Pesticides: A Toxic Time Bomb in Our Midst. Greenwood Publishing Group. ISBN 978-0-275-99127-2.
- Ware, George W. (1978). The Pesticide Book. W H Freeman.
- Watson, David H. (2004). Pesticide, Veterinary and Other Residues in Food. Woodhead Publishing. ISBN 978-1-85573-734-1.
- Davis, Frederick Rowe (2019). „Pesticides and the perils of synecdoche in the history of science and environmental history.”. History of Science. 57 (4): 469—492..
- Davis, Frederick Rowe (2014). Banned: a history of pesticides and the science of toxicology. Yale UP.
- Matthews, Graham A (2018). A history of pesticides. CABI.
- Alarcon WA, Calvert GM, Blondell JM, Mehler LN, Sievert J, Propeck M, Tibbetts DS, Becker A, Lackovic M, Soileau SB, Das R, Beckman J, Male DP, Thomsen CL, Stanbury M (2005). „Acute Illnesses Associated With Pesticide Exposure at Schools”. 294 (4): 455—465. PMID 16046652. doi:10.1001/jama.294.4.455.
- World Health Organization Persistent Organic Pollutants: Impact on Child Health Архивирано на веб-сајту  (18. јул 2015)
- S.Safe; H.Plugge; J.F.S.Crocker (1977). „Analysis of an aromatic solvent used in a forest spray program”. Chemosphere. 6 (10): 641—651. Bibcode:1977Chmsp...6..641S. doi:10.1016/0045-6535(77)90075-3.

## Spoljašnje veze
- Role of chemistry in feeding growing world population